# Lulú (película de 2016)
Lulú (ó Lu-Lu) es una película dramática argentina de 2014 escrita y dirigida por Luis Ortega. La película fue lanzada a los cines recién en junio de 2016.

## Reparto
- Ailín Salas como Ludmila.
- Nahuel Pérez Biscayart como Lucas.
- Daniel Melingo como Hueso.

## Sinopsis
Lucas y Ludmila son dos jóvenes sin hogar enamorados que sobrellevan sus problemas personales. Ella con silla de ruedas y a cargo de su hermanito convive con un malestar familiar que la tiene angustiada. Él hace su vida trabajando con su amigo en un camión recolector de huesos en las carnicerias y delinquiendo en su tiempo libre. La decisión de su novia le hará repensar algunas cuestiones de su vida.